# 美国路易斯安那中区联邦地区法院
美国路易斯安那中区联邦地区法院 （引用时缩写为M.D. La.）是美国94个、路易斯安那州3个联邦地区法院之一。该法院审理后的案件需上诉至第五巡回法院，专利及《塔克法案》相关的案件需上诉至联邦巡回区法院。该法院总部位于巴吞鲁日 (路易斯安那州)。